# Cattedrale dell'Esaltazione della Croce
La cattedrale dell'Esaltazione della Croce è una chiesa bizantino-rutena di Užhorod, la chiesa madre dell'eparchia di Mukačevo. È dedicata all'Esaltazione della Santa Croce.

## Storia
La chiesa fu costruita in forme barocche nel 1646 a cura dei padri della Compagnia di Gesù grazie a donazioni provenienti dalla nobile famiglia Drugeth. Dopo la morte di János Drugeth, fu la moglie, di origine croata che volle portare a compimento la costruzione.
Subì alcuni danni durante la Guerra d'indipendenza di Rákóczi (1703-1711). Fu ricostruita sempre in forme barocche fra il 1732 e il 1740. Dopo che la Compagnia di Gesù fu soppressa nel 1773, l'imperatrice Maria Teresa d'Austria concesse ai cattolici di rito bizantino di prendere possesso della chiesa. Nel 1779 fu ricostruita a cura dell'architetto Gilebrand. Nel 1799 fu realizzata l'iconostasi. Maria Teresa diede alla chiesa un generoso contributo e le donò paramenti e vasi sacri. La cattedrale fu consacrata il 15 ottobre 1780, in coincidenza con il genetliaco della regina.
Fu rinnovata in stile neoclassico da László Fabri con opere completate nel 1877, fra cui il pronao con le colonne corinzie.
Durante il periodo sovietico la chiesa fu espropriata a favore della Chiesa ortodossa. Il 10 ottobre 1991 la Chiesa greco-cattolica rutena e l'eparchia di Mukačevo ottennero il riconoscimento dello Stato e la cattedrale fu riconsegnata ai cattolici. Il 29 giugno 2003 le reliquie del beato Teodoro Romža sono state traslate nella cattedrale.